# Une si longue lettre
Une si longue lettre est le premier roman de l'écrivaine sénégalaise Mariama Bâ publié pour la première fois en 1979. Écrit en français, l'ouvrage prend la forme d'un roman épistolaire où Ramatoulaye Fall raconte à Aïssatou, son amie de longue date, son veuvage et sa vie de femme et de mère. Aux événements de sa vie s'entrelacent ceux de son amie Aïssatou. Ce roman célèbre aborde le statut des femmes au Sénégal et plus largement en Afrique de l'Ouest.

## Thèmes
Le roman décrit les défis auxquels les femmes sont confrontées et vecues, en particulier celles qui sont mariées à des hommes polygames et qui doivent faire face à la jalousie, à la solitude. Le livre offre une critique subtile des traditions patriarcales et souligne l'importance de l'éducation des femmes pour leur indépendance économique et leur émancipation. Ce livre est un roman émouvant et poignant qui offre une perspective unique sur la société sénégalaise traditionnelle et la vie des femmes qui y vivent. La Sénégalaise Mariama Bâ est la première romancière africaine à décrire avec une telle lumière la place faite aux femmes dans sa société.

### Les femmes dans la société sénégalaise
Une si longue lettre est une œuvre majeure, pour ce qu'elle dit de la condition des femmes. Le livre aborde des thèmes importants tels que : l'amitié, l'amour, la famille et les relations homme et femme dans la société sénégalaise. Tout au long du livre, on explore le thème de l'amitié à travers les confidences de Ramatoulaye à Aissatou. L'amour joue un rôle central dans le parcours de Ramatoulaye avec  Modou. Ramatoulaye, qui a choisi de se marier avec Modou par amour, explore ce que signifie être amoureux, et le poids de la tradition de la polygamie. La femme n'occupe pas une grande place, elle est spectateur de sa propre vie : Ramatoulaye regarde sa belle-famille lui prendre tout sans rien pouvoir faire ou dire. La femme sacrifie son corps, sa jeunesse et sa liberté pour devenir une mère, une femme au foyer et une coépouse.
L'importance de l'amitié est vue notamment avec l’échange épistolaire  entre Ramatoulaye et Aïssatou. À la mort de son mari, Ramatoulaye met à profit la période de deuil  traditionnelle pour faire le point sur sa vie. Elle écrit à  Aïssatou pour lui faire part de ses sentiments, de ses réflexions et de ses ambitions, et disposer de son appui dans son désarroi.

### Évolutions possibles du statut des femmes africaines
L’évolution possible du statut des femmes apparait dans les personnages de Ramatoulaye et Aïssatou. Ces deux femmes sont puissantes, intelligentes, indépendantes, et elles représentent le mouvement féministe de l’Afrique. Aïssatou a quitté son mari parce qu’il a pris une deuxième femme et ce n’était pas le type de mariage qu’elle voulait. Après, elle est partie aux États-Unis comme traductrice. Cette situation montre qu’elle a le pouvoir et la liberté de choisir ce qu’elle veut faire. Quand le mari de Ramatoulaye est mort et que plusieurs hommes l’ont demandé en  mariage, elle les a rejetés. Elle n’épousera pas pour d’autres raisons que l’amour,.

### La polygamie
Le roman explore aussi le sujet de la polygamie et le statut des femmes dans le contexte de la société et la famille. La protagoniste, Ramatoulaye subit l'influence directe d'un mariage polygame lorsque son mari prend une deuxième épouse sans son consentement. Dans sa lettre, Ramatoulaye raconte la différence des réactions entre elle et son amie Aissatou. Aissatou avait décidé de quitter son mari lorsqu'il épousa une deuxième femme. Ramatoulaye a toutefois décidé de rester avec son mari pour le bien de ses enfants. Malgré les actions de son mari, Ramatoulaye lui reste fidèle. D’ailleurs, elle refuse de se remarier après sa mort, affirmant que le mariage est une affaire d'amour. Quand le frère de son mari décédé lui propose le mariage, Ramatoulaye est catégorique sur le fait qu'elle ne participera pas à ce mariage simplement pour améliorer son statut social.

## Principaux personnages
- Ramatoulaye Fall : narratrice, mère de douze enfants, épouse de Modou Fall avec qui elle a vécu trente ans[3].
- Modou Fall : mari de Ramatoulaye. Le roman débute au moment de sa mort, lorsque Ramatoulaye prend la plume pour raconter son veuvage à son amie Aïssatou[3].
- Aïssatou Bâ : meilleure amie de Ramatoulaye, destinataire des lettres. Elle demande le divorce lorsque son mari prend une deuxième épouse[3].
- Tamsir, frère du défunt Modou Fall. Il est persuadé qu’il s’impose comme le nouvel époux de Ramatoulaye, à la suite de la mort de son frère. Elle lui répond : « Je ne serai jamais le complément de ta collection »[3].
- Mawdo Bâ : mari d'Aïssatou, il est Toucouleur et appartient au clan Guelwar et réalise donc, pour sa famille, une mésalliance en épousant Aïssatou, fille de bijoutier. Pour cette raison, sa mère lui donnera une épouse de leur clan.
- Nabou, dite « la petite Nabou» :  deuxième épouse de Mawdo Bâ[3].
- Nabou : mère de Mawdo Ba et homonyme de la petite Nabou[3].
- Binetou : deuxième épouse de Modou Fall, amie de Daba[3].
- Daouda Dieng : ancienne connaissance de Ramatoulaye, il espère l'épouser depuis la mort de son mari[3].
- Daba : fille ainée de Ramatoulaye. Elle l’encourage à divorcer lorsque l’époux de Ramatoulaye devient polygame. Elle choisit librement son fiancé, pour une relation monogamique[3].
- Farmata : elle voulait être la confidente de Ramatoulaye et c'est elle qui jetait les cauris sur une natte et prédisait l'avenir de Ramatoulaye.
- Aïssatou : homonyme de l'amie de sa mère elle était la plus sérieuse après Daba sa sœur ainée. Elle devient enceinte et cacha sa grossesse à sa mère.

## Éditions
Le roman a été traduit en 25 langues, dont en anglais en 1981, par Modupe Bode-Thomas, sous le titre So Long a Letter, et en wolof en 2016 par Mame Younousse Dieng et Arame Fall, sous le titre : Bataaxal bu gudde nii .

## Accueil
L'œuvre est accueillie avec intérêt par les professionnels du livre, et connaît un succès public. Elle se voit décerner le prix Noma lors de la Foire du livre de Francfort en 1980. Elle devient ensuite un classique de la littérature africaine, étudié en classe,.
Le livre est classé parmi « les 25 livres féministes qu'il faut avoir lus » par le quotidien suisse Le Temps.

### Radio, vidéo, cinéma

#### Vidéo
- Véronique Tadjo lui rend hommage dans une vidéo diffusée en 2019 par France24[14].

#### Radio
- En 2021, Axelle Jah Njiké consacre le premier épisode de son podcast Je suis noire et je n'aime pas Beyoncé, une histoire des féminismes noirs francophones[15], diffusé sur France Culture, dans l'émission LSD, La série documentaire, au premier roman de Mariama Bâ : Épisode 1 : "Une si longue lettre, livre pionnier du féminisme africain[16].
- Une si longue lettre de Mariama Bâ, série de 5 épisodes en podcast, 29 min, France Culture, Le Feuilleton, mars 2024

#### Cinéma
- en tournage en novembre 2022, Une si longue lettre, long métrage réalisé par Angèle Diabang[17]